# Сидоренковский сельский совет (Харьковская область)
Сидоре́нковский сельский совет — входит в состав Валковского района Харьковской области Украины.
Административный центр сельского совета находится в селе Сидоренково.

## История
- 1921 — дата образования.

## Населённые пункты совета
- село Сидоре́нково
- село Завгоро́днее
- село Майда́н
- село Мозолевка
- село Очере́тово
- село Шелудьково